# برناردو فريتاس
برناردو فريتاس هو متسابق يخت برتغالي، ولد في 18 فبراير 1990.

## وصلات خارجية
- برناردو فريتاس على موقع الاتحاد الدولي للملاحة الشراعية (موقع جديد) (الإنجليزية)
- برناردو فريتاس على موقع الاتحاد الدولي للملاحة الشراعية (موقع قديم) (الإنجليزية)
- برناردو فريتاس على موقع اللجنة الأولمبية الدولية (الإنجليزية)
- برناردو فريتاس على موقع أوليمبيديا (الإنجليزية)